# Hubert Schmid (Sänger)
Hubert Schmid ist ein deutscher Opernsänger (Tenor) und war von 2003 bis 2017 Mitglied der zwischenzeitlich aufgelösten Formation Die Jungen Tenöre.

## Leben
Er studierte Gesang am Richard-Strauss-Konservatorium München beim Tenor Andrej Kucharsky und an der Bayerischen Theaterakademie August Everding.
Sein Debüt beging er an der Bayerischen Staatsoper, weitere Engagements an den Opernhäusern in Rennes, Theater Vorpommern, Treviso, Palermo und Neapel folgten.
Nach 14 Jahren beendete er Ende 2017 seine Tätigkeit bei den Jungen Tenören, um sich anderer Musik zu widmen. Die Formation der Jungen Tenöre löste sich zum gleichen Zeitpunkt auf.

## Diskografie
- Monteverdi: L’incoronazione di Poppea[3]
- Schubert: Die Zwillingsbrüder[4]
- Schubert: Der vierjährige Posten[5]

## Preise
- Alexander-Girardi-Wettbewerb 1999: Sonderpreis